# Pratyahara
Pratyahara är en av yogans åtta grenar.
Pratyahara kan sägas vara ett kontrollerat intagande av sinnesintryck, något som förutsätter koncentration och många års träning. Enligt traditionen syftar utövandet av pratyahara, förenklat uttryckt, till att avstänga yttervärlden och fokusera på den inre människan.
Sinnena kan hindra oss från självkännedom och att se rikedomen vi har inombords. De kontrollerar ofta våra tankar. Med pratyahara försöker man lägga yttre stimuli åt sidan och lyssna inåt genom att till exempel blunda för att stänga ute synintryck. För att öva pratyahara kan man till exempel ägna sig mindre åt att se på tv och istället träna på avslappning (till exempel Yoga Nidra) och meditation. Till en början rekommenderas bara ett par minuter, efterhand kan man öka, och efter ett tag känns det mer naturligt.